# Mimika

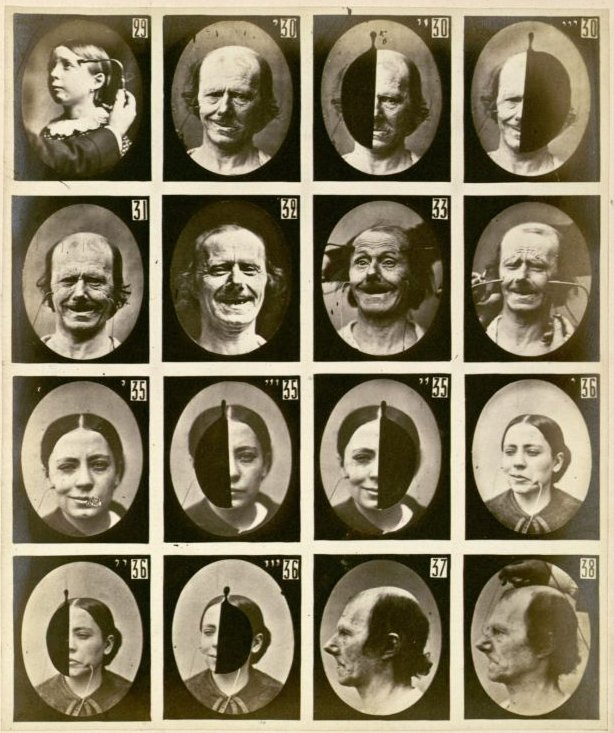
Pokusy G. Duchenne s mimikou tváře (1862)

Mimika (z řeckého mimeomai, napodobovat, představovat) je vědomé vyjadřování výrazem tváře, způsobené stahy obličejových svalů. Je – vedle gestikulace – důležitou složkou neverbální komunikace, hereckého umění, pantomimy i živého vyjadřování. Je úzce spjata s očním kontaktem.
Mimické schopnosti člověka ve srovnání s jinými živočichy silně podporuje plochý obličej bez srsti i bohatá muskulatura. Na výrazu tváře se nejvíce podílejí oči a ústa, proto si je herci zvýrazňují maskováním. Také svraštěné čelo, přimhouřené oko, ohrnutý ret nebo nos jsou jednoduché prostředky, jimiž rychle a úsporně vyjadřujeme své soudy a hodnocení. Mimické výrazy jsou sice individuálně proměnlivé, přesto mohou sloužit k dorozumívání i tam, kde si lidé jazykově nerozumějí. Nejsou však univerzální. Všechny lícní svaly zodpovědné za mimiku jsou inervované VII. hlavovým nervem nervus facialis a upínají se přímo do kůže na rozdíl například od žvýkacích svalů.
Lidskou mimikou ve srovnání s primáty se důkladně zabýval Charles Darwin (ve své knize Vyjádření emocí u člověka a u zvířat, anglicky The Expression of the Emotions in Man and Animals), pokusy s mimikou dělal také Jan Evangelista Purkyně.

## Sociální psychologové o mimice
M. L. Knapp definoval výraz tváře takto:
„Lidská tvář má velice bohatý komunikační potenciál. Je prvořadě důležitým sdělovačem emocionálních stavů. Odráží vzájemné postoje lidí, kteří spolu jednají, poskytuje zpětnou vazbu v rozhovoru, tj. odpověď na to, co jsem druhému člověku řekli. Někteří badatelé se dokonce domnívají, že z hlediska sociální komunikace je tvář vedle slova druhým nejdůležitějším sdělovacím prostředkem v mezilidském styku.“

Paul Ekman napsal: 
„I když je v našem jazyce poměrně omezený počet slovních výrazů pro popis toho, co se děje v lidské tváři (např. úsměv, výsměch, zakabonění, atd.) přece jen je možno konstatovat, že svaly v našem obličeji jsou natolik složitým předivem, že nám umožňují více než 1000 různých výrazů obličeje. Činnost tohoto přediva svalů v našem obličeji je přitom tak hbitá, že tyto rozmanité výrazy mohou být produkovány v minimálním čase.“

## Emoce sdělované výrazem obličeje
Sociální psycholog Paul Ekman se svým týmem provedl výzkum a identifikoval 7 tzv. primárních emocí ve výrazech obličeje:
- štěstí – neštěstí
- neočekávané překvapení – splněné očekávání
- strach a bázeň – pocit jistoty
- radost – smutek
- klid – rozčilení
- spokojenost – nespokojenost až znechucení
- zájem – nezájem

Mimo tyto primární emoce existují i emoce sekundární, odvozené výrazy obličeje. V obličeji se může zrcadlit i několik emocí naráz (např. úžas a radost).
Obličej lze považovat za prvotní sdělovač emocí. Některé emoce (např. strach, smutek, štěstí, překvapení) dokáže člověk určit mimořádně přesně, schopnost správně identifikovat emoci z tváře nebo očí mají někteří lidé (např. introverti) navíc výrazně posílenu.
Dva z nejvýraznějších mimických projevů jsou:
- pláč
- smích